# Администрация президента Казахстана
Администрация президента Республики Казахстан (каз. Қазақстан Республикасы Президентінің Әкімшілігі) —государственная структура, подчиняющаяся непосредственно президенту Казахстана. Администрацию президента Казахстана возглавляет руководитель Администрации президента. С 6 февраля 2024 года его обязанности исполняет Айбек Дадебай.
Государственный орган Республики Казахстан, учреждённый в соответствии с Указом президента № 2565 от 20 октября 1995 года. Формируется президентом Республики, непосредственно ему подчиняется и подотчётен.
Полное наименование: «Государственное учреждение „Администрация президента Республики Казахстан“». Положение об Администрации президента Республики Казахстан Утверждено Указом президента Республики Казахстан от 11 марта 2008 года № 552. Администрация президента Республики Казахстан размещается в городе Астана (во Дворце президента Акорда).

## Функции
1. Обеспечение деятельности президента Республики Казахстан по определению основных направлений внешней и внутренней политики государства.
2. Информирование президента о положении дел в стране и за рубежом;
3. Координация и контроль исполнение законодательных поручений президента Республики Казахстан;
4. Осуществление оценки эффективности деятельности центральных исполнительных органов, акимов областей, городов республиканского значения и столицы и разработка рекомендаций по улучшению их деятельности;
5. Осуществление других задач, определяемых президентом.

## Права
Администрация президента вправе давать поручения канцелярии премьер-министра Республики Казахстан, министерствам, акимам, Верховному Суду, Генеральной прокуратуре, Комитету национальной безопасности, Агентству по противодействию коррупции, Комитету по судебному администрированию при Верховном Суде.

## Состав
В 2024 году Администрация президента имеет следующую структуру.:
- Государственный советник Республики Казахстан
- Руководитель Администрации президента
- Секретарь Совета безопасности
- Помощник президента Республики Казахстан по вопросам внутренней политики и коммуникациям
- Помощник президента Республики Казахстан по международным вопросам
- Помощник президента Республики Казахстан по правовым вопросам
- Канцелярия президента
- Заместители секретаря Совета Безопасности
- Советник президента – Пресс-секретарь президента Республики Казахстан
- Советник президента – Специальный представитель президента Республики Казахстан по международному экологическому сотрудничеству
- Советник президента Республики Казахстан по вопросам науки и инноваций
- Советники президента
- Отдел информатизации и защиты информационных ресурсов
- Служба протокола президента Республики Казахстан
- Отдел социально-экономической политики
- Секретариат Государственного советника Республики Казахстан
- Общий отдел
- Отдел внутренней политики
- Отдел внешней политики
- Отдел по коммуникациям
- Отдел правоохранительной системы
- Государственно-правовой отдел
- Секретариат Ассамблеи народа Казахстана
- Отдел государственного контроля
- Отдел государственной службы
- Пресс-служба президента Республики Казахстан
- Представительство президента Республики Казахстан в Парламенте Республики Казахстан
- Отдел по контролю за рассмотрением обращений
- Ситуационный центр Совета безопасности Республики Казахстан
- Отдел военной безопасности и обороны Совета безопасности Республики Казахстан
- Отдел актуальных вопросов безопасности Совета безопасности Республики Казахстан
- Аналитический отдел Совета Безопасности Республики Казахстан

## Руководители Администрации президента
1. Нуртай Абыкаев (1990—1995)
2. Сагинбек Турсунов (1995—1996)
3. Ахметжан Есимов (1996, и. о.)
4. Оралбай Абдыкаримов (1996—1997)
5. Сарыбай Калмурзаев (1997—1998)
6. Владимир Шепель (1998, и. о.)
7. Ахметжан Есимов (1998)
8. Алихан Байменов (1998—1999)
9. Сарыбай Калмурзаев (1999—2002)
10. Нуртай Абыкаев (29 января 2002 — 10 марта 2004)
11. Имангали Тасмагамбетов (10 марта — 9 декабря 2004)[3]
12. Адильбек Джаксыбеков (19 декабря 2004 — 23 января 2008)
13. Кайрат Келимбетов (23 января — 13 октября 2008)
14. Аслан Мусин (13 октября 2008 — 21 сентября 2012)
15. Карим Масимов (24 сентября 2012 — 3 апреля 2014)
16. Нурлан Нигматулин (3 апреля 2014 — 21 июня 2016)
17. Адильбек Джаксыбеков (21 июня 2016 — 10 сентября 2018)
18. Асет Исекешев (10 сентября 2018 — 24 марта 2019)
19. Бахытжан Сагинтаев (24 марта 2019 — 28 июня 2019)[4]
20. Крымбек Кушербаев (28 июня 2019 — 18 сентября 2019)
21. Ерлан Кошанов (18 сентября 2019 года — 1 февраля 2022 года)
22. Мурат Нуртлеу (1 февраля 2022 года - 3 апреля 2023 года)
23. Олжас Бектенов (3 апреля 2023 года - 6 февраля 2024 года)
24. Дадебаев Айбек Аркабаевич (с 6 февраля 2024 года)

## Управление делами президента Республики Казахстан
В соответствии с законодательством, на Управление делами президента РК возложено исполнение следующих задач:
•  материально-техническое обеспечение деятельности президента Республики Казахстан, Администрации президента, Правительства и Парламента РК, а также социально-бытовое обслуживание сотрудников центральных госорганов;
•  финансово-хозяйственное и иное обеспечение деятельности и мероприятий, проводимых с участием президента Республики Казахстан, в том числе совещаний, конференций и других государственных мероприятий, проводимых Правительством РК и Администрацией президента РК;
•  транспортное и медицинское обслуживание, организация санаторно-курортного лечения и отдыха сотрудников центральных госорганов;
•  управление организациями, подведомственными УДП РК;
•  совершенствование организационно-экономического механизма управления подведомственными организациями УДП РК, контроль за использованием и сохранностью государственного имущества, управление и распоряжение которым возложено на Управление делами президента Республики Казахстан.
Подведомственные организации УДП РК также оказывают широкий спектр услуг населению и являются площадками распространения передового опыта для всей страны.

## Ведомственные награды
В соответствии с указом президента Республики Казахстан от 30 сентября 2011 года № 155 «О вопросах государственных символов и геральдики ведомственных и иных, приравненных к ним, наград некоторых государственных органов, непосредственно подчиненных и подотчётных президенту Республики Казахстан, Конституционного совета Республики Казахстан, правоохранительных органов, судов, Вооружённых сил, других войск и воинских формирований» ведомственной наградой Администрации президента Республики Казахстан считается нагрудный знак  «Мінсіз қызметі үшін» (За безупречную службу).

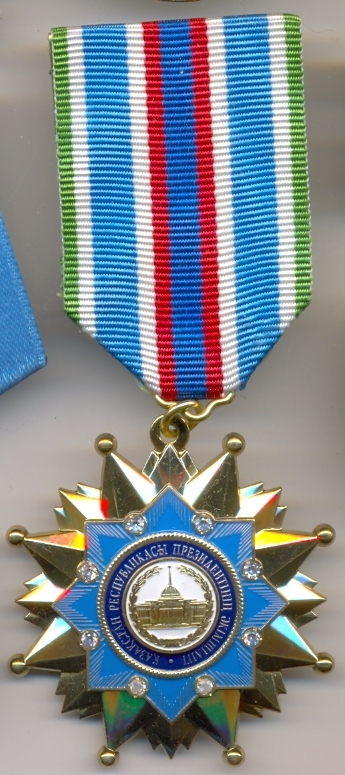
Нагрудный знак «За безупречную службу»